# Bîlca, Korop
Bîlca (în ucraineană Билка) este o comună în raionul Korop, regiunea Cernihiv, Ucraina, formată numai din satul de reședință. În secolul al XIX-lea, satul făcea parte din volostul Atiușa, uezdul Kroleveț.

## Demografie
Componența lingvistică a comunei Bîlca
     Ucraineană (98,77%)
     Alte limbi (1,13%)
Conform recensământului din 2001, majoritatea populației comunei Bîlca era vorbitoare de ucraineană (98,77%), existând în minoritate și vorbitori de alte limbi.